# FAMAS
El FAMAS (acrónimo en francés de Fusil d'Assaut de la Manufacture d'Armes de St-Étienne, "Fusil de Asalto de la Manufactura de Armas de St-Étienne") es un fusil de asalto con configuración bullpup diseñado y fabricado en Francia por la fábrica de armas de Saint-Étienne, el cual es miembro de propiedad del complejo francés KNDS Francia (anteriormente llamado GIAT/Nexter). Es uno de los fusiles estándar que utilizan las Fuerzas Armadas francesas.

## Desarrollo y producción
El desarrollo comenzó en 1967 bajo la dirección de Paul Tellie y el primer prototipo completado se desarrolló en 1971. La evaluación militar del fusil comenzó en 1972, el ejército francés finalmente aceptó el fusil en 1978 como arma estándar de combate. Después de adoptarlo, el FAMAS (designado FAMAS F1) reemplazó al antiguo fusil semiautomático MAS-49 y al subfusil MAT-49. 
Fueron producidos aproximadamente 400.000 fusiles de asalto FAMAS F1, después Industrias GIAT reemplazó el FAMAS F1 por el nuevo FAMAS G1. El G1 incluía varias mejoras menores como la zona de agarre rediseñada y un protector alargado en el gatillo. 
El G1 fue un modelo provisional, ya que pronto fue mejorado y llamado FAMAS G2. El G2 apareció en 1994 y fue adquirido por la marina francesa en 1995. 
Para finales del 2006, sin embargo, el ejército de tierra francés continuaba con el F1. No cambiaba al modelo G2 porque esperaba a la próxima versión: FAMAS Félin.

## Servicio
El FAMAS entró en acción en el 1991 en Irak y Kuwait con la guerra del Golfo y en otras misiones pacíficas posteriormente. Las tropas francesas encontraron el arma fiable y de confianza bajo condiciones de combate. El FAMAS fue conocido cariñosamente como "Clairon" (por su forma de clarín) entre los militares franceses de finales de los 70 y comienzos de los 80, pero actualmente ya no hay esa costumbre. Además fue utilizado durante la guerra de Afganistán por las fuerzas francesas.
Actualmente se usa el modelo FAMAS Félin.
Sin embargo, Francia desde 2013 comenzó un programa de reemplazo para este fusil, por lo que el fusil alemán HK416 se tiene previsto como su próximo reemplazo.

## Características
Es un fusil fiable, de manejo fácil, se dice que cuenta con un retroceso considerable al disparar en modo automático; pero dadas las características propias de un diseño bullpup y a una excesiva cadencia de fuego es algo más que lógico, ya que al no contar con un buen respaldo, su sostenimiento en modo de tiro automático es algo que lo vuelve inestable. Se comporta bien en el desierto, característica comprobada en la guerra del Golfo, donde mostró y ha mostrado ser poco propenso a trabarse con la arena, un problema muy frecuente del M16, el FN FAL o el L85A1.

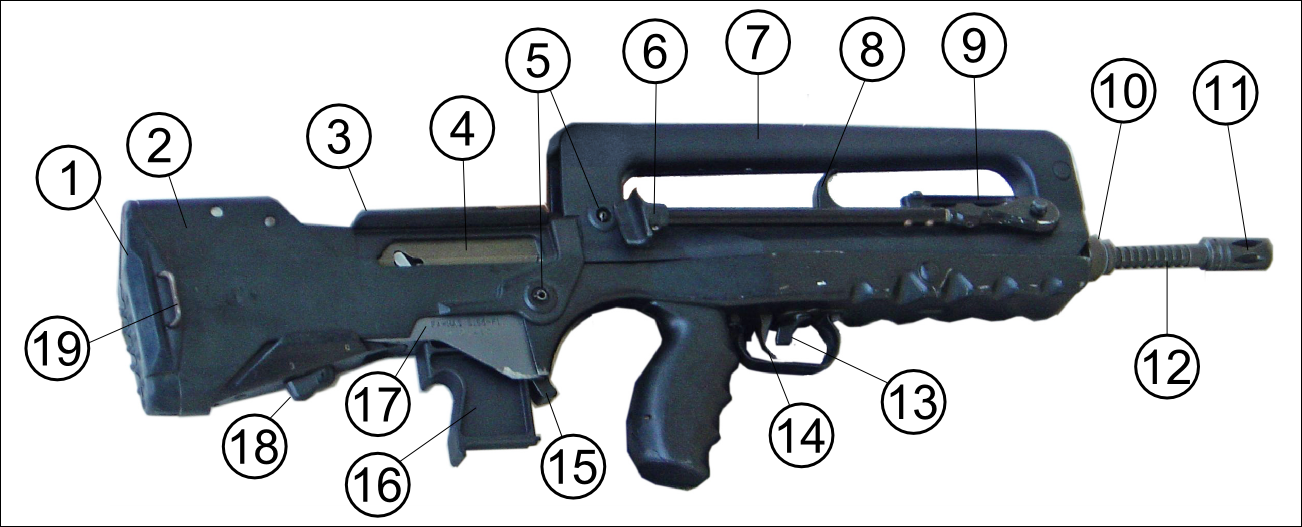
Descripción de los componentes: 1-Cantonera de caucho de la culata. 2-Culata extensible. 3-Carrillera (para zurdo o diestro). 4-Portilla para eyección de casquillos. 5-Clavijas. 6-Bípode. 7-Asa de transporte. 8-Manija del cerrojo. 9-Alza para lanzar granadas. 10-Soporte para granada de fusil. 11-Apagallamas/bocacha lanzagranadas. 12-Cañón. 13-Selector de modo de disparo: Seguro, semiautomático o automático. 14-Gatillo. 15-Botón del retén del cargador. 16-Cargador STANAG. 17-Número de serie. 18-Selector: ráfaga corta (3 disparos) o completamente automático. 19-Anilla de la correa.

Empleo del alza para lanzar granadas de fusil.

## Exportaciones
- El FAMAS F1 y G2 están actualmente en servicio en unidades especiales del Ejército Argentino y la Fuerza Aérea, así como en la Infantería de Marina de ese país.

- La Fiscalía General de la Nación de Colombia y el antiguo Departamento Administrativo de Seguridad (DAS) lo usaron en sus unidades de élite, en cantidades medias, y como arma de entrenamiento táctico.

- El FAMAS G2 también fue exportado a Filipinas, donde dio servicio a las fuerzas de acción especial de Filipinas, y en ciertas unidades de las fuerzas armadas de Filipinas.

- Senegal y los Emiratos Árabes Unidos han recibido una pequeña cantidad de los fusiles FAMAS, posiblemente F1, de Francia; aunque se desconoce cuándo los recibieron.[2]

- Yibuti usa una versión de este fusil en su ejército como arma estándar.

## Usuarios
- Argentina:
  -  Infantería de Marina

- Francia: Empleado por las Fuerzas Armadas francesas desde 1979, con más de 700.000 fusiles comprados.[3] Además también es empleado por varias agencias policiales, como la Gendarmería.[3]

- Colombia

- Emiratos Árabes Unidos[4]

- Filipinas: Empleado por la Fuerza de Acciones Especiales de la Policía Nacional.[5]

- Gabón[2]

- Indonesia: Es empleado por la unidad de buzos tácticos Komando Pasukan Katak (Kopaska) y la unidad de fuerzas especiales Komando Pasukan Khusus (Kopassus).[6]

- Líbano[4]

- Papúa Nueva Guinea[7][8]

- Senegal[2]

- Ejército Libre Sirio: Ha obtenido fusiles FAMAS F1.

- Yibuti[9]

- Venezuela:Utiliza el modelo Famas F1

## Imágenes

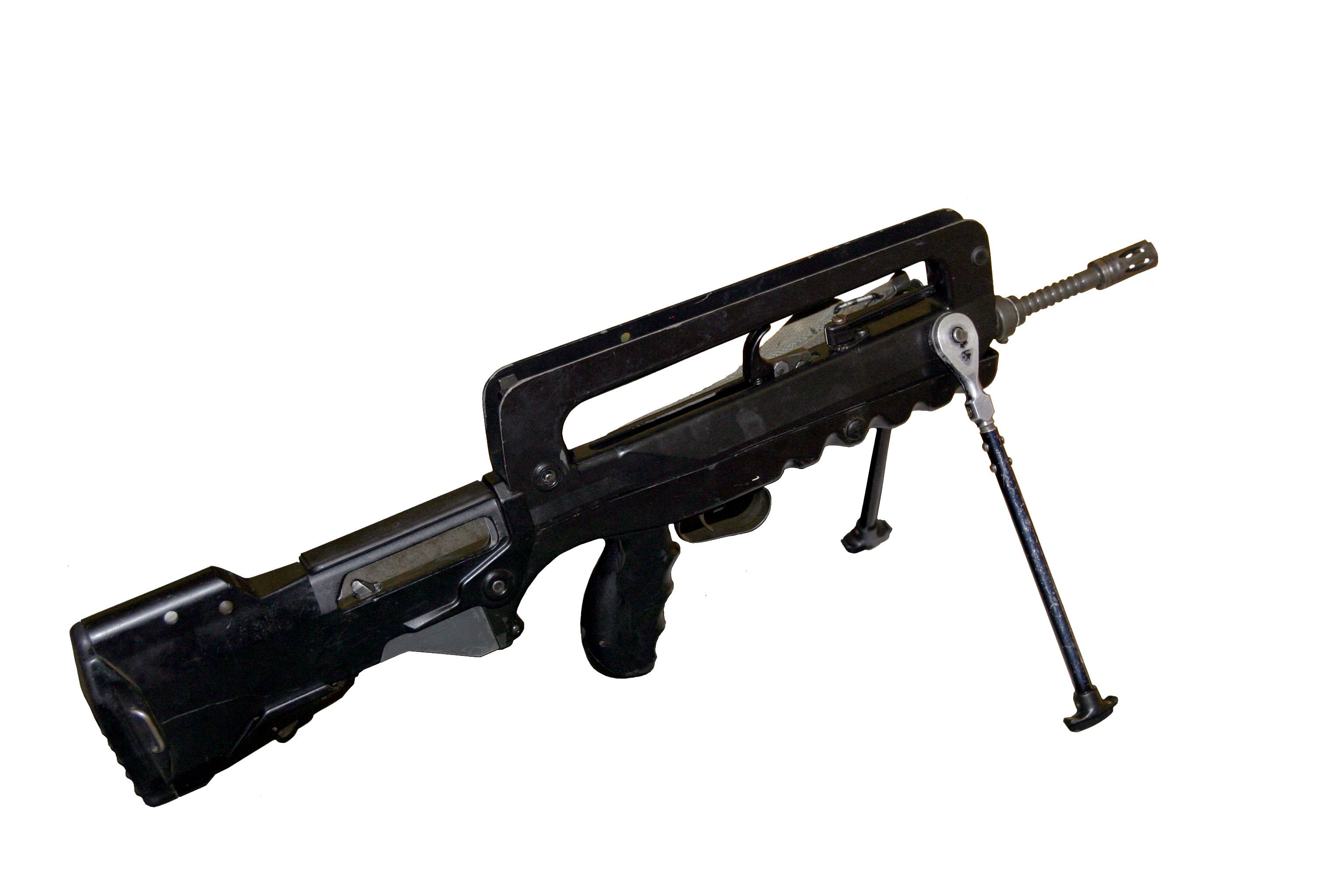
FAMAS F1.
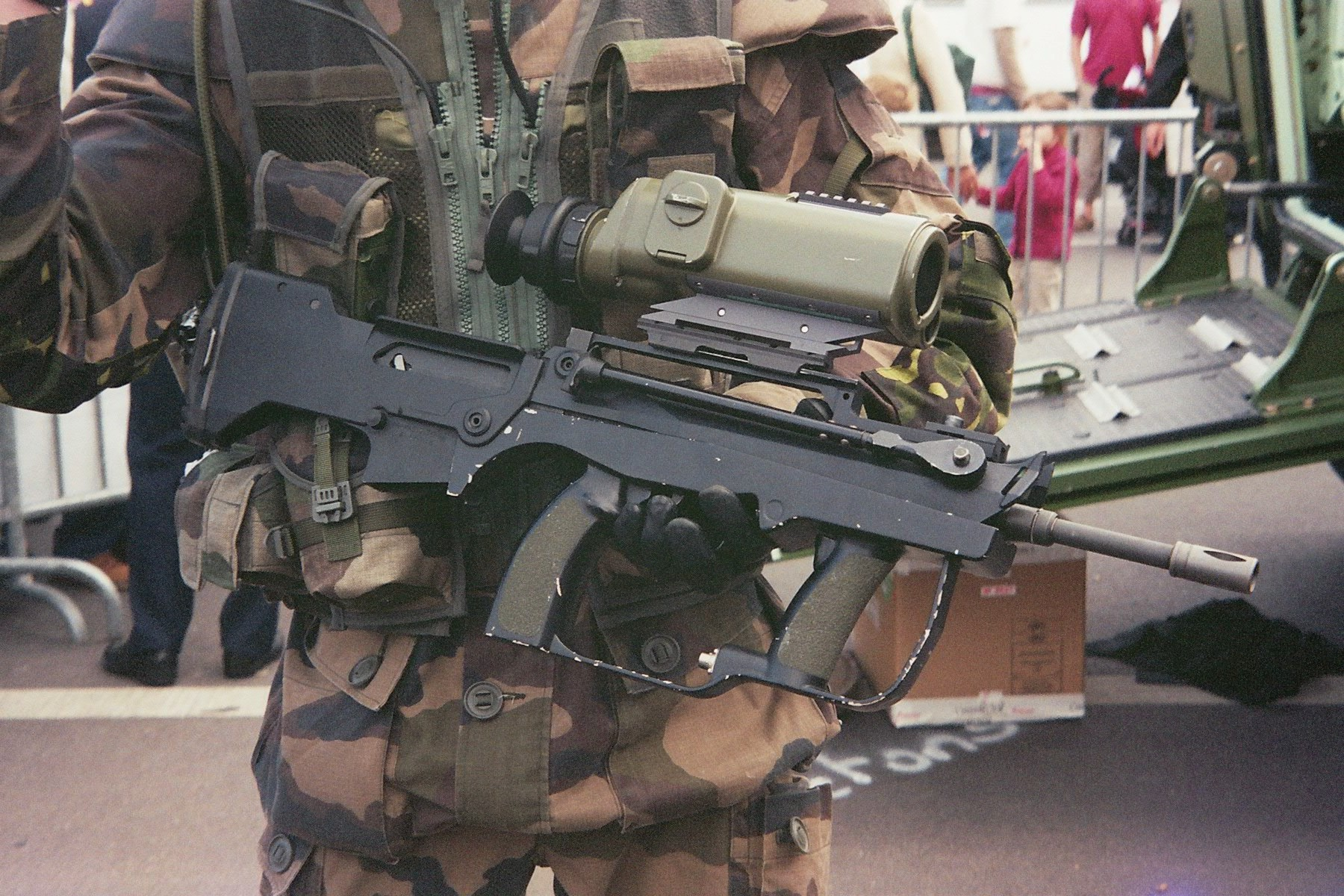
FAMAS Félin.
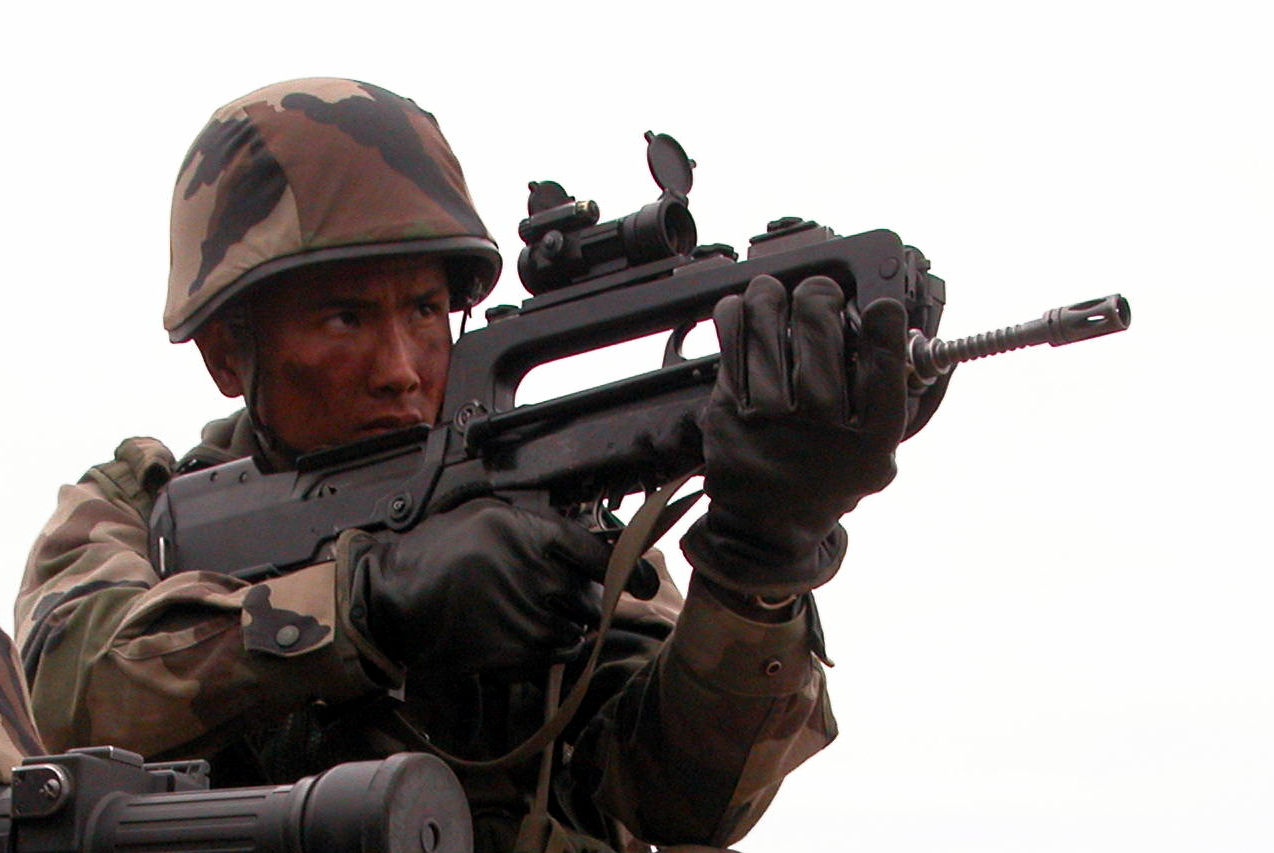
Soldado del Régiment étranger d'infanterie (Francia) con un FAMAS G2.
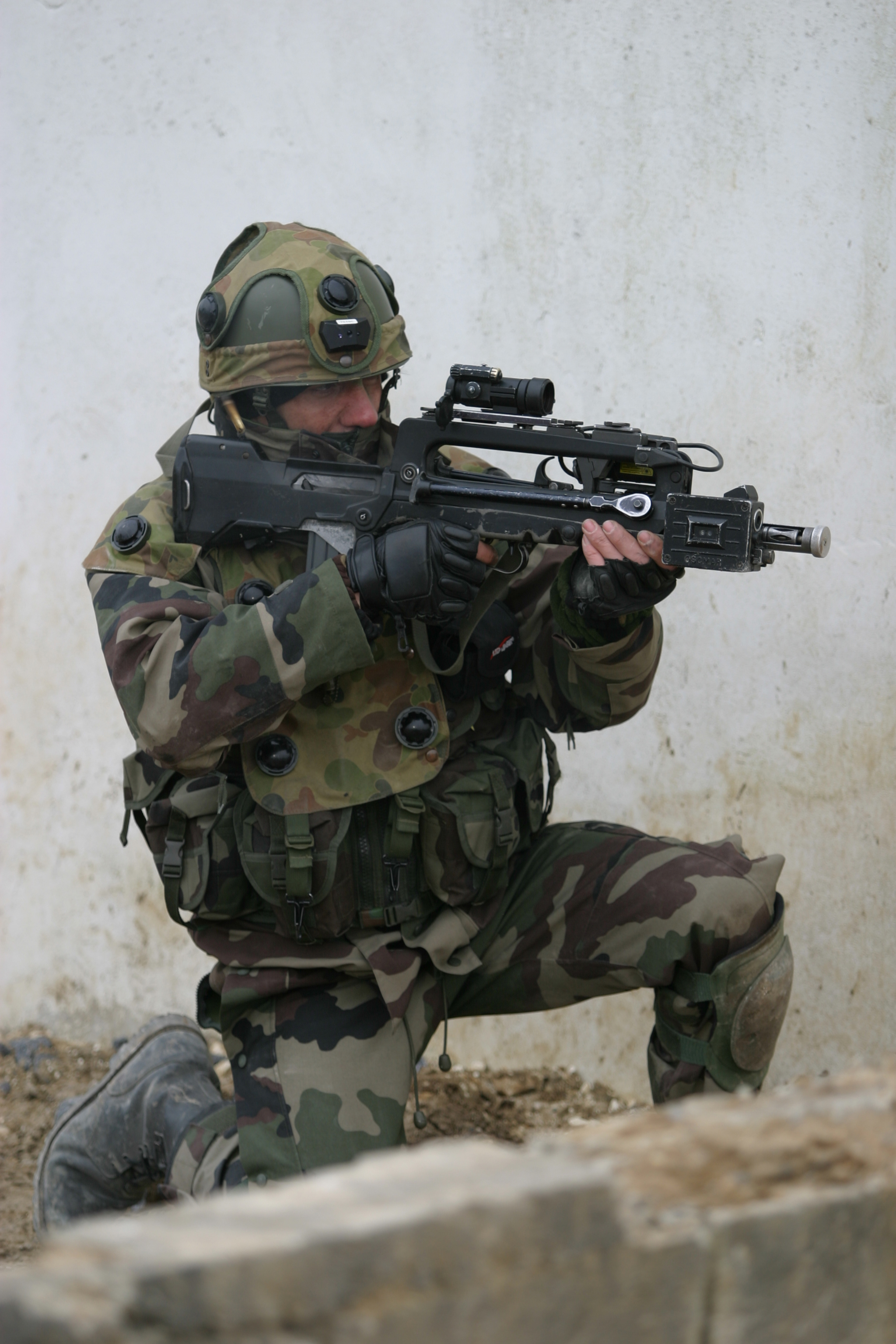
Soldado francés con un FAMAS.